# Bolsoj Ulagan
A Bolsoj Ulagan egy folyó, a Baskausz jobb oldali mellékfolyója, amely Oroszországban, az Altaj köztársaság Ulagani járásában található. A folyó hossza 54 kilométer. Vízgyűjtő területe 660 km²[1].

## Leírása
A Bolsoj Ulagan a Kokköl-tóból ered, 1749 méteres tengerszint feletti magasságban. Az Ulagan-fennsíkon folyik keresztül, felső felében főként északnyugati, majd délnyugati irányban. Ulagan község területén 1212 méter tengerszint feletti magasságban ömlik a Baskauszba .

## Mellékfolyói
Mellékfolyók a forrástól eredően: Turacsik (balra), Arsan (jobbra), Karames (balra), Tujarbazsi (jobbra), Oroktoj (balra), Ostuskan (balra), Baliktujul (jobbra), Aragol (jobbra), Komej (jobbra).

## Víznyilvántartási adatok
Oroszország állami vízügyi nyilvántartása szerint a Bolsoj Ulagan a Felső-Ob vízgyűjtő kerületéhez tartozik, a folyó vízgazdálkodási területe a Tyeleckoje tó  medencéje, a folyó részvízgyűjtője a Bija és a Katuny. A folyó részvízgyűjtője a (Felső)Ob az Irtissel való összefolyásig.

## Fordítás
- Fordítás az orosz wikipédia hasonló cikke alapján[pontosabban?].